# Solonceni, Rezina
Solonceni este satul de reședință al comunei cu același nume  din raionul Rezina, Republica Moldova.
Satul Solonceni este situat în nord-estul Republicii Moldova, la 12 km nord de centrul raional Rezina, pe malul vestic al râului Nistru.
La începutul anilor 90 în localitate locuiau aproximativ 3.000 de locuitori. Aici activa gospodăria țărănească colectivă (Sovhoz) „Solonceni” specializată în creșterea vitelor și prelucrarea culturilor cerealiere.
În anii ’90 a existat o rută de troleibuz. Transportul public a fost folosit în special pentru transportul sătenilor din partea de sud a localității, prin centru, spre zona industrială a satului.